# Coriolopsis aspera
Coriolopsis aspera är en svampart som först beskrevs av Franz Wilhelm Junghuhn, och fick sitt nu gällande namn av Teng 1963. Coriolopsis aspera ingår i släktet Coriolopsis och familjen Polyporaceae.   Inga underarter finns listade i Catalogue of Life.